# Brachynarthron unicoloripennis
Brachynarthron unicoloripennis là một loài bọ cánh cứng trong họ Cerambycidae.